# Philodromus populicola
Philodromus populicola este o specie de păianjeni din genul Philodromus, familia Philodromidae, descrisă de Denis, 1958.
Este endemică în Afghanistan. Conform Catalogue of Life specia Philodromus populicola nu are subspecii cunoscute.